# Пауль Грюммер
Пауль Грюммер (нім. Paul Grümmer; 26 лютого 1879, Гера — 30 жовтня 1965, Цуг) — німецько-австрійський віолончеліст і музичний педагог.

## Біографія
Син міського капельмейстера Детлева Грюммера (пом. 1925), у якого навчався грі на скрипці. У 1893 році перейшов на віолончель, протягом року займався у міських музикантів, в 1894—1898 роках навчався в Лейпцизькій консерваторії у Юліуса Кленгеля. В останні роки століття в літні місяці грав на курортах в Вестерланді, Ост-Дівенові і Майоренгофі.
На початку XX століття жив і працював в Лондоні. Потім був першою віолончеллю в оркестрі Віденського концертного суспільства та оркестрі Віденської Опери, в 1919—1930 роках грав на віолончелі в квартеті Адольфа Буша. Крім того, в 1929 і 1937—1940 роках грав у квартеті Вільгельма Штросса, в 1942—1944 роках учасник Тріо майстрів з Міхаелем Раухайзеном і Вашей Пржигода.
Викладав в Віденській консерваторії, де серед його учнів були, зокрема, Герман Буш і Ніколаус Арнонкур, в Кельнській консерваторії (1926—1932), в Берліні. Написав кілька музично-педагогічних книг і книгу спогадів «Зустрічі. З життя віолончеліста» (нім. Begegnungen. Aus dem Leben eines Violoncellisten; Мюнхен, 1963). Редагував видання творів Баха і Бетховена.
Грюммер був одним з перших віолончелістів, захопилися відродженням віоли да гамба. Він багато концертував з цим інструментом, грав в ансамблі (в тому числі з Вандою Ландовською), а також написав один з перших в новий час підручників гри на віолі да гамба (Лейпциг, 1928). Серед учнів Грюммера, зокрема, Август Венцінгер.
Брат Детлєв Грюммер — скрипаль, концертмейстер оркестру в Аахені, загинув в 1944 році при бомбардуванні; його дружина — співачка Елізабет Грюммер. Донька Грюммера Сільвія Грюммер (1911—2012) також була гамбісткою, але в 1944 році постраждала при попаданні авіабомби в будинок Грюммерів у Відні і більш ніж на 30 років була змушена залишити музику, працюючи в медичному санаторії в Швейцарії.